# Narcinops lasti
Narcinops lasti (лат.) — вид скатов из семейства нарциновых отряда электрических скатов. Это хрящевые рыбы, ведущие донный образ жизни, с крупными, уплощёнными грудными и брюшными плавниками в форме диска, выраженным хвостом и двумя спинными плавниками. Они способны генерировать электрический ток. Обитают в восточной части Индийского океана на глубине до 350 м. Максимальная зарегистрированная длина — 36,5 см.

## Таксономия
Впервые вид был научно описан в 2002 году под названием Narcine lasti. Прежнее название Narcine sp. B. Паратипы: взрослые самцы длиной 26,1 см и 24,1 см и неполовозрелые самцы длиной 23,2 см и 23,1 см, пойманные в 225 км от Порта Хедленд (18°22′ ю. ш. 118°03′ в. д.) на глубине 258—270 м. Вид назван в честь австралийского ихтиолога Питера Ласта за его заслуги в исследовании таксономии пластиножаберных, распространённых в водах Австралии.

## Ареал
Narcinops lasti обитают в восточной части Индийского океана у побережья Австралии от острова Мелвилл до Ланселина. Эти скаты встречаются на внешнем крае континентального шельфа и в верхней части материкового склона на глубине от 170 до 350.

## Описание
У этих скатов овальные и закруглённые грудные и брюшные диски. Имеются два спинных плавника. У основания грудных плавников перед глазами сквозь кожу проглядывают электрические парные органы в форме почек, которые тянутся вдоль тела до конца диска. Длина хвоста от клоаки намного превышает длину (40,3 % длины тела) и ширину (42,1 % длины тела) диска и составляет 53,7 % от длины тела. Ширина кожного лоскута, обрамляющего ноздри больше его длины. Максимальная зарегистрированная длина 36 см.
Окраска дорсальной поверхности тела ровного желтовато-коричневого цвета. На хвостовом стебле имеются не выраженные явно выступы. Расстояние от кончика рыла до глаз составляет 10 % длины тела.

## Биология
Подобно прочим нарциновым эти скаты являются морскими донными рыбами. Они размножаются яйцеживорождением, эмбрионы вылупляются из яиц в утробе матери и питаются желтком и гистотрофом. Длина новорожденных около 8 см. В помёте 2 детёныша. Самцы и самки достигают половой зрелости при длине 26 см.

## Взаимодействие с человеком
Эти скаты не представляют интереса для коммерческого рыбного промысла. Иногда они попадаются в качестве прилов при коммерческом промысле креветок методом траления, однако в настоящее время добыча ведётся не интенсивно. Международный союз охраны природы присвоил этому виду статус сохранности «Вызывающий наименьшие опасения».